# 洙赵新河
洙赵新河，位于山东省西南部，属于南四湖水系，系调整洙水河和赵王河水系时于1965～1972年开挖的大型排水人工河道。洙水河和赵王河古代曾是济水分支，后受黄河夺淮影响，变迁频繁。洙赵新河的开挖汇聚了两河的上游来水，减轻了流域内洪涝威胁。洙水河西起东明县北部菜园集乡的宋寨村，向东流经菏泽市牡丹区北部，郓城县南部，巨野县北部，嘉祥县南部等地区，最后于济宁市市中区西南喻屯镇侯楼村汇入南阳湖。全长145公里，流域面积4206平方公里。